# جروف
جروف قرية سوريّة تتبع إداريّاً لمحافظة حلب منطقة دير حافر ناحية رسم حرمل الإمام، بلغ تعداد سكانها 302 نسمة حسب التعداد السكاني لعام 2004.